# Abri de la Cocinilla del Obispo
L'Abri de la Cocinilla del Obispo (abri de la Cuisine de l'Évêque, en français) est un site d'art rupestre situé dans la commune d'Albarracín (comarque de la Sierra de Albarracín), dans la province de Teruel, en Aragon, en Espagne,.
Cet abri sous roche, qui comporte des peintures et gravures rupestres rattachées à l'Art schématique ibérique, fait partie de l'ensemble inscrit au Patrimoine mondial par l'Unesco en 1998 sous le nom d'Art rupestre du bassin méditerranéen de la péninsule Ibérique (réf. 874-613). Il est protégé comme Bien d'intérêt culturel depuis 1996 (cote RI-51-0009470).

## Situation
L'abri se trouve dans la Sierra d'Albarracín, dans la zone du Paysage protégé des Pinares de Rodeno, dans le parc culturel d'Albarracín. Il est situé dans une zone de pinèdes parsemée d'affleurements rocheux abritant des cavités naturelles.
Le site est facilement accessible depuis Albarracín par la route locale qui traverse les Pinares de Rodeno en direction de Bezas. Il y a un point d'information sur l'aire de stationnement des véhicules située au centre de la zone protégée, point de départ des sentiers balisés pour la visite des sites de peintures rupestres situés à proximité. Le sentier dit Arrastradero permet, dans un parcours circulaire d'environ 2,5 km, de visiter non seulement La Cocinilla del Obispo, mais aussi l'abri du Arquero de los Callejones Cerrados, l'abri de El Ciervo, l'abri des Figuras Diversas, l'abri du Medio Caballo et l'abri des Dos Caballos.

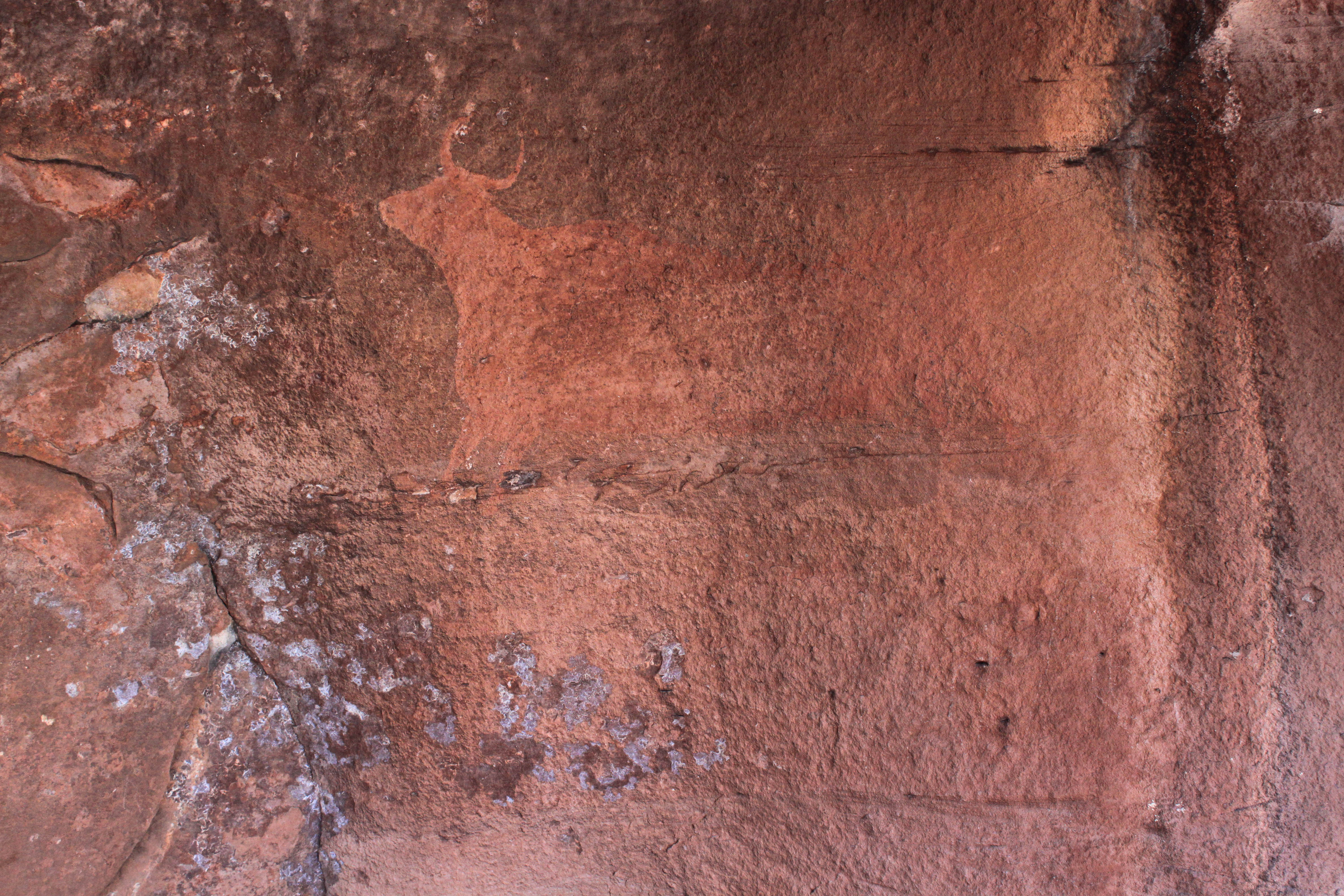
Un bovidé

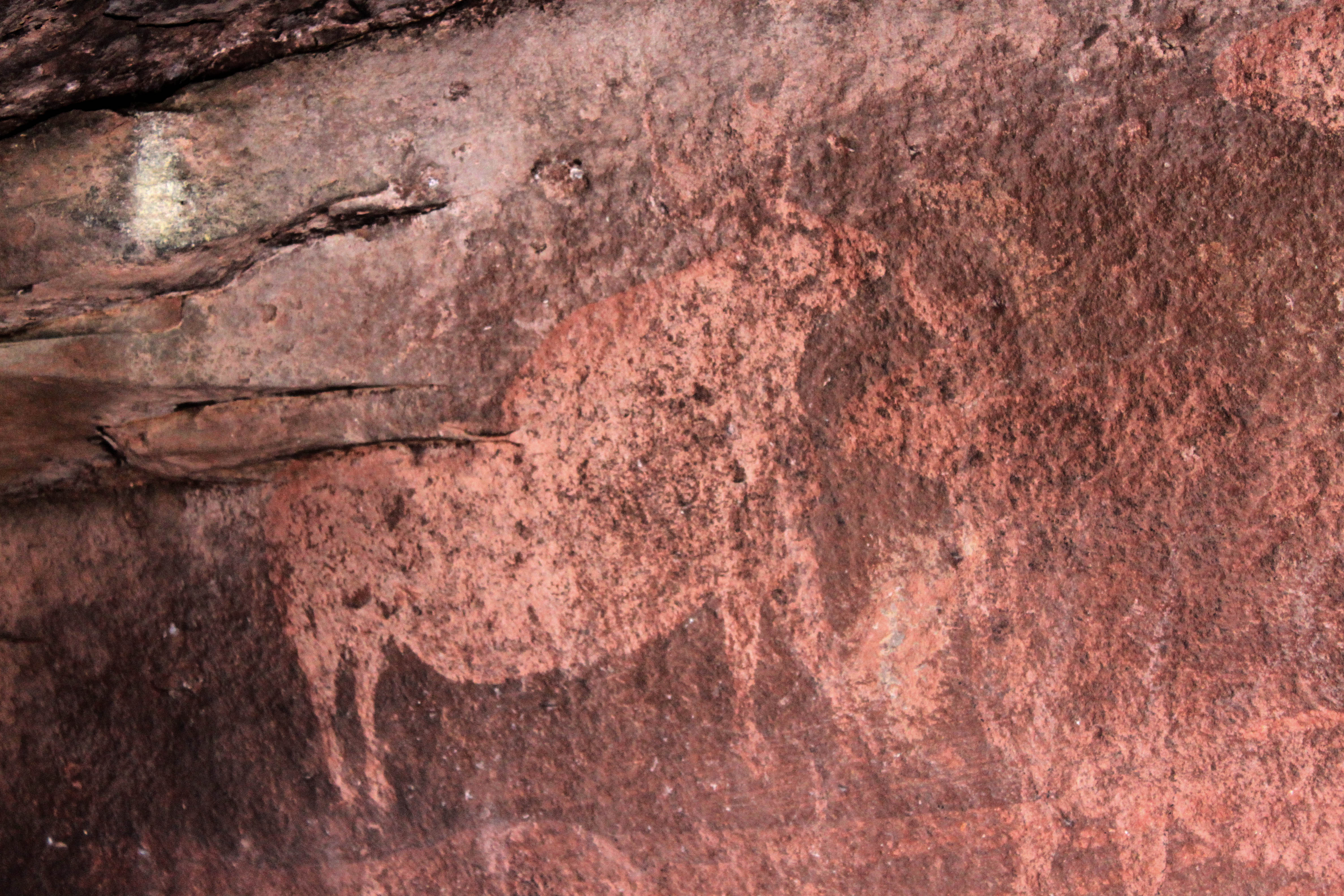
Un autre bovidé

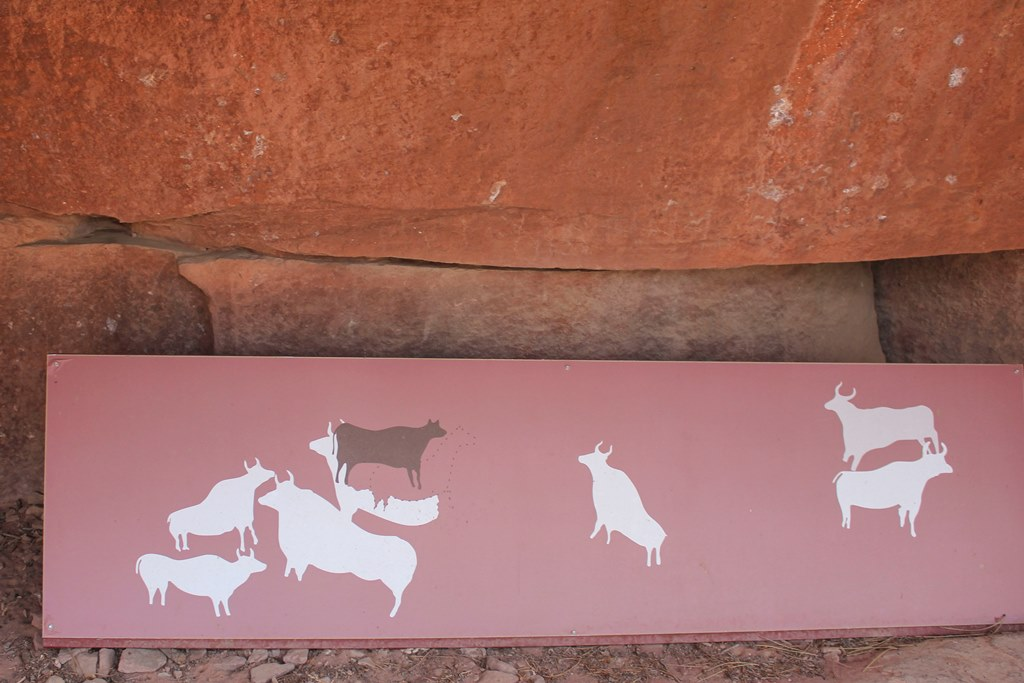
Copie de la principale frise rupestre

## Historique
En 1892, Eduardo Marconell publia un article dans la revue Miscelánea Turolense (es) faisant référence à des peintures rupestres trouvées dans la région d'Albarracín, parmi lesquelles figuraient les taureaux du Prado del Navazo et les peintures de l'abri sous roche connu sous le nom de Cocinilla del Obispo. Cet article est la plus ancienne mention écrite de ces peintures.
La première étude scientifique du site a été publiée en 1911 par Juan Cabré Aguilo et l'abbé Henri Breuil. Au cours de la décennie précédente, Cabré et Breuil avaient identifié et étudié d'autres peintures rupestres du bassin méditerranéen espagnol, les cataloguant comme un nouveau type d'art rupestre qu'ils appelaient Art levantin.
En 1982, une nouvelle étude du site, réalisée par Fernando Piñón Varela, a découvert de nouvelles figures rupestres qui étaient passées inaperçues dans l'étude de 1911.

## Description
Il s'agit de l'un des abris les plus notables d'Albarracín. Les figures sont représentées sur un grand panneau de 5,7 m de long et 2,4 m à 1,35 m de haut. Elles sont réparties en trois zones :
- Sur la gauche du panneau se trouvent cinq gros taureaux, dont quatre oranges et un noir, ainsi qu'un cheval noir. Sur le ventre d'un des taureaux figure un signe noir rectangulaire divisé en trois ;
- Au centre du panneau apparait un taureau isolé, en position rampante et de couleur brun rougeâtre. Ce taureau est repeint sur un taureau blanc antérieur à peine visible ;
- Sur la droite, deux figures de taureaux sont visibles, une orange dans le plan supérieur et une blanche dans le plan inférieur, laquelle se superpose partiellement à la précédente. De ce côté du panneau se trouve également une petite tache de peinture. Le bovidé orange sur la droite de l'abri est représenté en train de courir et mesure 35,5 × 69 cm. C'est la figure la plus marquante du groupe pictural.

Les figures sont réalisées à l'encre plate. Trois des figures sont soulignées par un fin trait de gravure.
Les peintures datent probablement du Néolithique (d'environ 5500 à 2200 av. J.-C.). On pense qu'elles ont été réalisées en quatre phases différentes, en raison de la superposition des peintures et des problèmes chromatiques, avec une courte période de temps séparant ces phases.